# 桂應祥
桂應祥（朝鲜语：／，1893年12月—1967年4月25日）是朝鲜民主主义人民共和国遗传学及蚕学专家。早年在日治朝鲜及日本内地学习，后在中国、朝鲜半岛等地进行蚕学科研，1946年后定居朝鲜，担任金日成综合大学教授等职，1967年因车祸去世。

## 生平
桂应祥出生于朝鲜平安道定州郡石山里的一个贫穷的农民家庭，1911年4月毕业于日治朝鲜京城府（今首尔特别市）的中学校，1915年4月起开始在中学任教，后在京城和日本内地做家教，并在朋友的帮助下学习大学知识。1923年4月在日本東北帝國大學完成大学学业后，他发表了5篇关于家蚕的解剖学、生理学及遗传学的论文。
1930年，桂应祥应邀到中国广州，在仲恺农工学校担任研究员，同时在国立中山大学农学院担任蚕桑系教授，与当时的同事杨邦杰等人共同研究、发表了数篇关于蚕的研究论文。其后，他辗转河内、海防、神户等地进行科学研究，1939年回到朝鲜半岛，在京畿道的研究所继续科研工作。
1945年日本不再统治朝鲜半岛后，桂应祥短暂地在美军占领区生活了一段时间，翌年10月北上面见金日成，此后在金日成综合大学和元山農業大學担任教授并继续科研。1948年，桂应祥获得朝鲜首届博士证书和教授职称。1949年秋，桂应祥因反对苏联及朝鲜当时的主流科学观点——特罗菲姆·李森科的获得性遗传理论而被朝鲜的党政机关免职，金日成听说此事后，亲自下令恢复桂应祥的职务。1952年4月，桂应祥当选朝鲜民主主义人民共和国科学院首届院士。在朝鲜的几年间，桂应祥撰写了许多学术论文和科学技术书籍，将自己的科研成果和生产实践经验进行了系统化总结，先后出版《蚕学》、《桂应祥选集》（第1至3卷）等著作，培育出了世界上首例能在温带过冬的柞蚕。
桂应祥曾担任朝鲜最高人民会议代议员，1954年3月作为朝鲜人民访华代表团的一员访问中华人民共和国全国政协会议。1963年获得朝鲜民主主义人民共和国劳动英雄勋章和人民奖奖项。1967年，桂应祥在交通事故中丧生。

## 身后
桂应祥去世后被安葬在愛國烈士陵。在黄海北道，桂应祥沙里院农业大学以他的名字命名。